# Махно Інна Юріївна
І́нна Ю́ріївна Махно́ (* 1994) — українська пляжна волейболістка; чемпіонка України.

## З життєпису
З 2010 року бере участь у Світовому турі FIVB разом із сестрою Іриною. 2012 року стала чемпіонкою України в парі з Світланою Бабуріною; 2013-го — в парі з Діаною Муленко.
Від грудня 2015 року — спортсмен-інструктор Міністерства молоді та спорту України. Закінчила Національний університет фізичного виховання і спорту України — тренерський факультет, тренер з волейболу та вчитель фізичної культури — 2016 рік.
2019 року сестри виграли 1-зірковий турнір у Любляні. На Чемпіонаті Європи з пляжного волейболу-2017 та Чемпіонаті Європи з пляжного волейболу-2021 роках також брали участь у чемпіонатах Європи.
У серпні 2021 року Ірина та Інна Махно вийшли у плей-оф чемпіонату Європи